# Parasigmoidella hubeni
Parasigmoidella hubeni är en kackerlacksart som beskrevs av Roth, L. M. 1997. Parasigmoidella hubeni ingår i släktet Parasigmoidella och familjen småkackerlackor.
Artens utbredningsområde är Filippinerna. Inga underarter finns listade i Catalogue of Life.